# Еммельсгаузен
Еммельсгаузен (нім. Emmelshausen) — місто в Німеччині, розташоване в землі Рейнланд-Пфальц. Входить до складу району Рейн-Гунсрюк. Центр об'єднання громад Еммельсгаузен.
Площа — 7,91 км2. Населення становить 4967 ос. (станом на 31 грудня 2020).

## Галерея

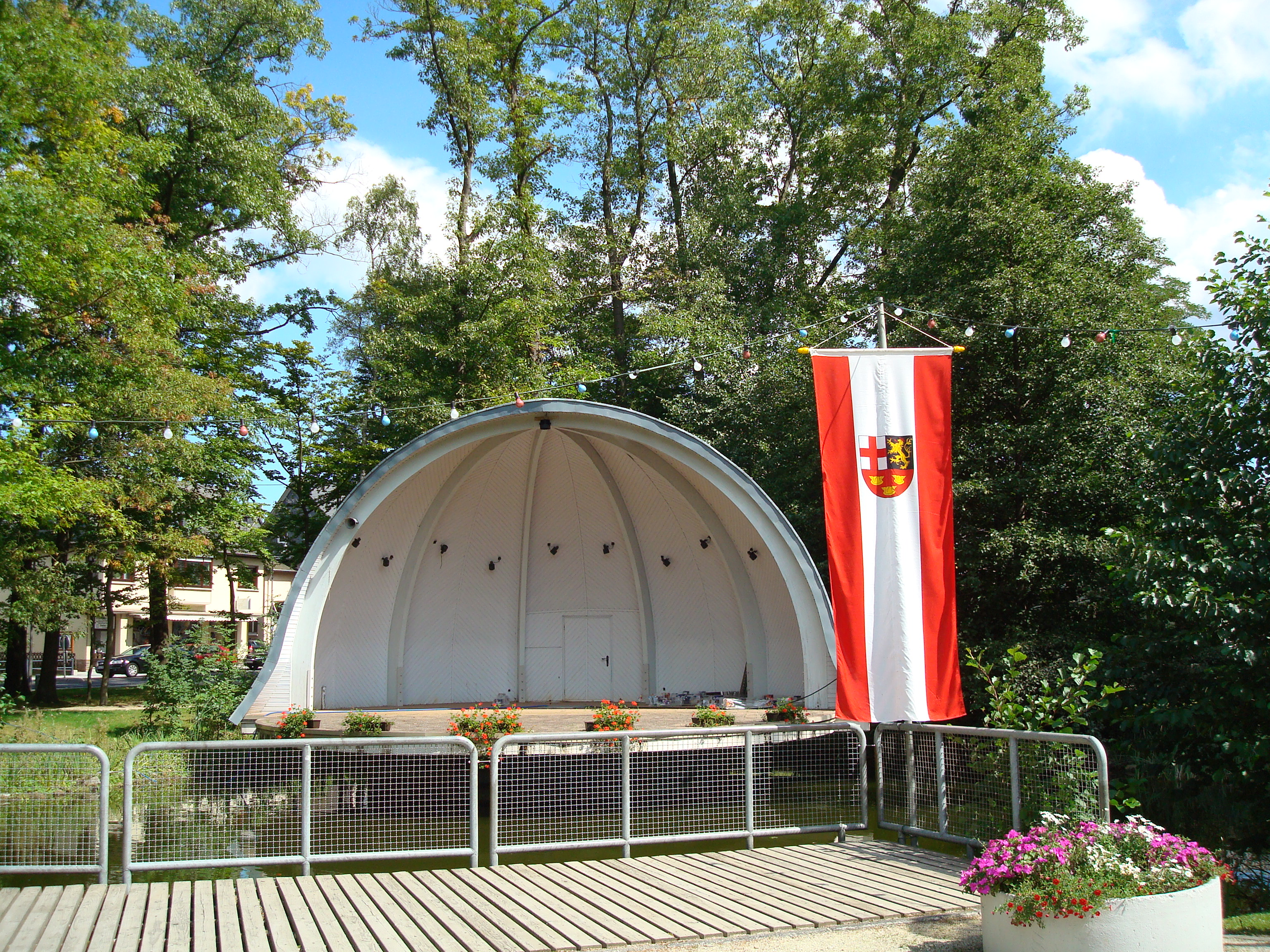
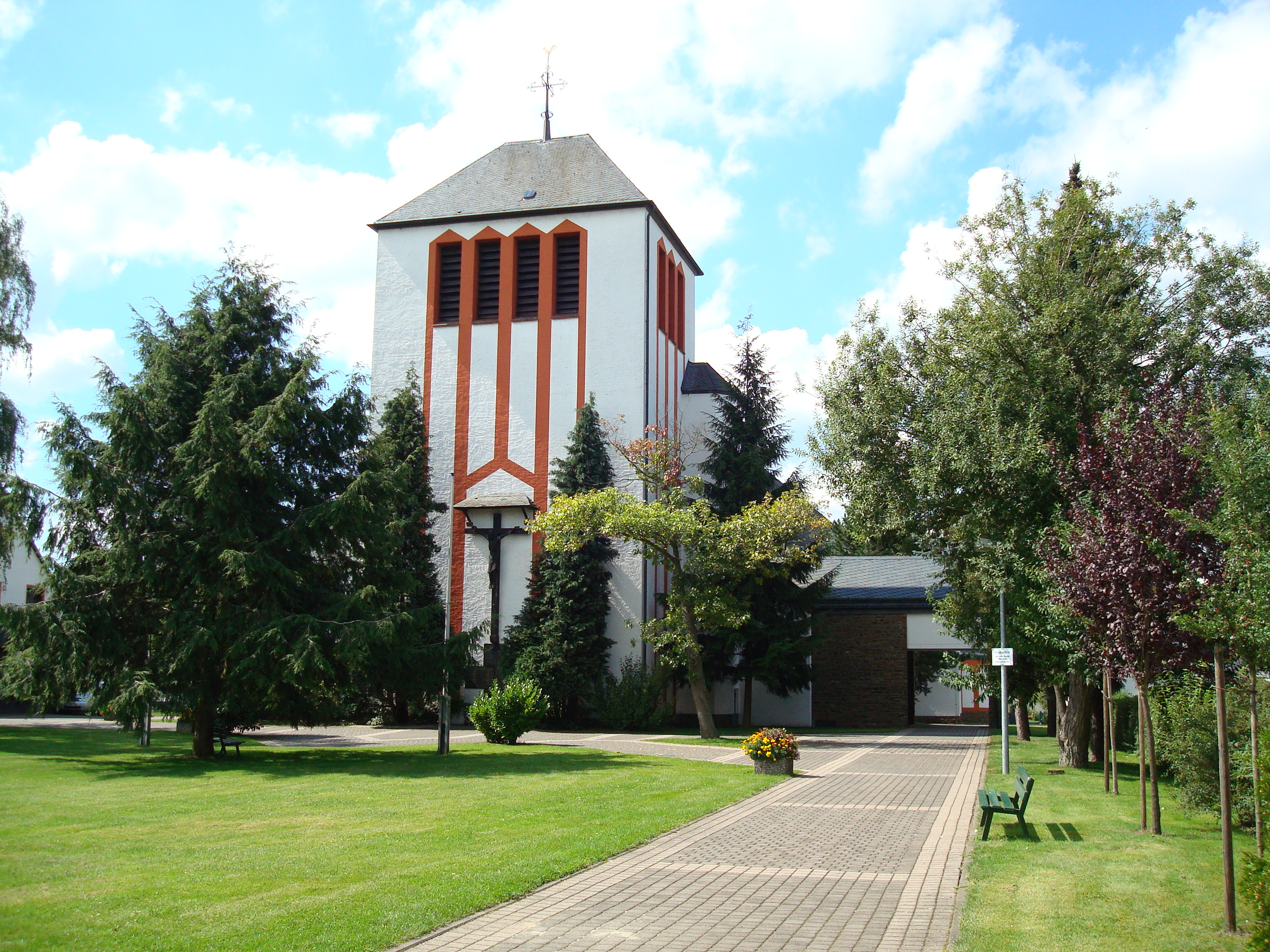
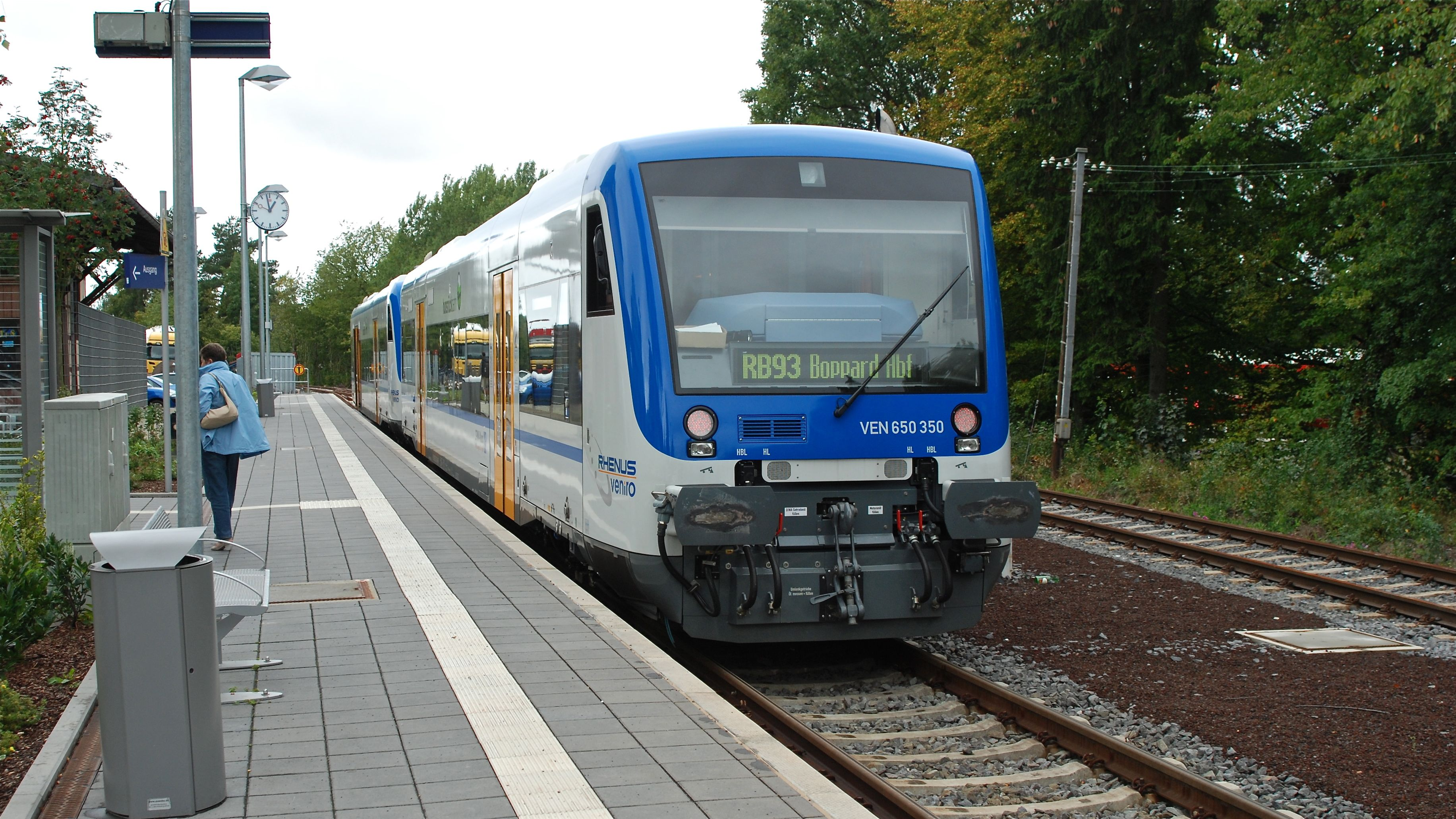